# Umbrella (清水翔太のアルバム)
『Umbrella』（アンブレラ）は、日本のR&B歌手/ソングライター清水翔太のファースト・アルバム。2008年11月26日にソニー・ミュージックレコーズよりリリースされた。清水はこのアルバムを、10代の自分を最大限に表現することと、楽曲のリアリティを追求することの2つに重点を置いて制作した。このアルバムは様々な愛の形を表現することを目指しており、収録曲はラブ・ソングが多くを占める。作曲は清水が収録曲の全てを手がけ、塩川満己や3rd Productions、STY、YANAGIMANといったプロデューサーと共に制作を進めた。音楽性としてはR&Bやソウル、ヒップホップ、ジャズ、ファンクなど様々なジャンルからの影響を強く受けた作品となっている。
多くの批評家はこのアルバムに肯定的評価を与え、清水がアルバムで目指した10代の等身大の自分を表現した点などについて言及した。アルバムはオリコン週間CDアルバム・チャートでは最高位2位を記録。オリコンは同チャートにおける平成生まれのアーティストによるトップ3入りは清水が初となったと報じた。アルバムは日本レコード協会からはゴールド・アルバムの認定を受けている。
アルバムには「HOME」、「「アイシテル」」の2曲のシングル・ヒットが含まれる。「HOME」は日本で最高位5位を記録、日本レコード協会からはダブル・プラチナ・シングルに認定された。「「アイシテル」」は日本で4位を記録し、同協会からはゴールド・シングルに認定されている。これらのほか「Diggin' On U」、「My Treasure」の2曲がシングル・カットされた。2009年3月からはこのアルバムを携えライブ・ツアー『Umbrella Tour』が行われている。

## 制作と録音
このアルバムでは、シングル楽曲4曲のうち「HOME」、「「アイシテル」」、「My Treasure」の3曲を、加藤ミリヤ、Crystal Kay、AI、MINMI作品のプロデュースなどで知られる3rd Productionsが、サード・シングルの「Diggin' On U」はCHEMISTRY作品などで知られる塩川満己がプロデュースを担当した。その他シングル楽曲以外では、「With You」では鈴木"Daichi"秀行と近藤ひさしの2人によるプロダクション･チームConey's Jelly、「UNHAPPY」ではSTY、「Soulmate」ではYANAGIMANがそれぞれプロデュースというように、清水はこのアルバムで複数のプロデューサー陣と共に仕事を行っている。このアルバムの発表時点までに清水はデモを含め100曲以上を制作しており、この作品ではその中からアルバムという形で聴いて欲しいと清水が思う楽曲を選んでいくかたちで選曲が行われ、スタジオ録音も行われている。また『日経エンタテインメント!』によれば、アルバムの収録曲候補が予め存在していたために、アルバムそのもの自体の制作期間はわずか2ヶ月足らずという短期間であったとされている。更に収録曲全てをシングルカットできるクオリティに持っていくことも念頭に制作されており、既存の曲の今後の活動のためのストックの配分などは一切考えずに選曲された。清水は以下のように語っている。
デビュー当時から、1stアルバムでは今の自分にできる完璧な作品を作りたいとずっと思っていて。全曲シングル・クオリティで、最大限出し切りたかったので、次に残すことは考えずに詰め込みましたね。—清水翔太、『BARFOUT!』 2008年12月号22頁
アルバムには13歳の時に制作した楽曲からデビュー後19歳になって以降に制作した楽曲までが収録されている。アルバムの最初の楽曲「Diggin' On U」はライブに来てくれる人やファンに向けての感謝を込めて書かれており、そういった人たちと一緒に盛り上がりたいという思いから生まれた。楽曲の制作時期は2007年の夏頃とされている。「My Love」は今作収録楽曲のなかで最も制作時期が古く、13歳の時に制作されている。その頃はまだトラックが作れなかったために歌詞とメロディだけをテープに録音していたという。この楽曲はアンプラグドで録音され、清水はエクストリームの代表曲「More Than Words」風の編曲を希望していることをアレンジャーに伝えた。「Love Story」、「Soulmate」、そしてデビュー・シングルとなった「HOME」の3曲は地元大阪時代に制作されている。「ソレゾレ」、「LOVIN U」の2曲は地元大阪から東京へと上京して以降に制作された楽曲で、前者は清水曰くアルバムの中でも一番気に入っている楽曲。逆に、19歳を迎えて以降に制作されアルバム収録に至った楽曲も存在する。セカンド・シングルとなった「「アイシテル」」はセカンド・シングルのリリースが2008年6月と決まったことを受け新たに書き下ろされた楽曲で、2008年3月に制作されている。また、「UNHAPPY」や「Rainy Day's Morning」の制作は2008年6月頃に行われている他、4作目のシングルとなった「My Treasure」は2008年7月頃に制作が行われている。

## 構成とテーマ
このアルバム『Umbrella』は13楽曲から構成されており、日本盤はボーナス・トラックとしてアルバムからのファースト/デビューシングル「HOME」のア・トライブ・コールド・クエストのアリ・シャーヒドによるリミックス「HOME」(HIPHOP REMIX)を足した計14曲が収録されている。清水は収録曲数について、デビュー・アルバムからいきなり収録曲数を多めにする気はなかったとし、それよりも1曲、1曲を大事にし、心に染み込ませられるようなアルバムにすることに重点を置いたとコメントした。更にR&Bやソウル、ヒップホップ、ジャズ、歌謡曲といった自身がこれまで聞いてきた様々な音楽ジャンルを挙げ、アルバムは「清水翔太の人間性や、清水翔太の音楽」といったものが結果としてしっかりと出た、反映されたアルバムになったと話している。アルバムのオープニングナンバー「Diggin' On U」はライブでも必ず1曲目にパフォーマンスされるライブ・チューンとなっており、アルバムでもその流れで1曲目に配置された。ボーナス・トラックの「HOME」(HIPHOP REMIX)については、このリミックス自体は「超自慢の一曲」としつつも、アルバムに収録したときに少しずれるかもしれないという本人の意向によりボーナス・トラック扱いでの収録となっている。FLYING POSTMAN PRESSは、このアルバムを「とても四季を感じることができる一枚」だと指摘している。このアルバムには特定のテーマやコンセプトなどが定められていない。テーマを定めない代わりにアルバムには、10代で得たものを全て詰め込むこと、更に、書きたいことや表現したいことが「リアルであること」を制約に、そしてアルバム制作時点もしくは10代時点―その時における「ひたむきさ」をいかにして素直に出し切るかということを考え制作されている。

## 音楽性と歌詞
この作品では清水がこれまでの人生の中で聴いてきた音楽の影響を受けており、R&B、ソウル・ミュージック、ジャズ、ヒップホップ、ファンクといったジャンルが同様にこのアルバムの中でも表現されている。また、アルバム収録楽曲の殆どはデモ音源に忠実に仕上がっている。しかし、「Soulmate」を含め2、3曲はアレンジャーの手により大きくアレンジが変わっている。トラック1の「Diggin' On U」、トラック5の「One Last Kiss」の2曲で清水はラップを行っている。「Diggin' On U」は清水なりのヒップホップであると同時にヒップホップへのリスペクトが込められており、『B=PASS』のインタビュアー土屋恵介は同曲について「ソウルフルなR&B」と表現している。「One Last Kiss」はイントロにレコードの針のノイズの音声が加えられており、ヴァースとコーラスではピアノの音色を主軸に4つ打ちのリズムにのせ、清水がラップとキックを行っている。『CDジャーナル』はこの楽曲を「ヒップホップ・ソウル風ナンバー」と表現している。トラック6の「Love Story」ではオートチューンが使用されている。トラック7の「Rainy Day's Morning」ではウッドベースを基軸にしたジャズ・テイストな表現を用いている。トラック8の「UNHAPPY」については、清水は自分なりのR&Bに対してアプローチを行った楽曲だと語った。『BARFOUT!』はこの楽曲を「バッド・ガール系の楽曲」と呼んでいる。トラック11の「My Love」においてはギター1本でほかの音を一切省いたアンプラグドで録音されている。
歌詞について、清水はアルバムを通して「愛からくる何かを守ろうとする気持ち」というものを大切にしたと話している。このことは複数のインタビュアーに指摘されており、エキサイトのインタビュアー・猪又孝はアルバム収録曲について、デビュー・シングルの「HOME」を含め、ラヴ・ソングの中でも特に哀しみを含んだ表現や失恋について歌った歌詞の楽曲が多いとコメントした。FLYING POSTMAN PRESSは、「愛」、「LOVE」という言葉をすごく大切にしていると指摘した。またオリコンのインタビュアー・三沢千晶は、アルバム全楽曲を通して穢い表現の言葉がひとつもないと指摘。更に歌詞中の表現について、詞の内容が「UNHAPPY」な状況にあっても「LOVE」な言葉で溢れているとも指摘している。このアルバムで沢山の「LOVE」を表現したかったと清水が語るとおり、アルバムは「With You」、「One Last Kiss」、「Love Story」、「Rainy Day's Morning」、「LOVIN U」、「「アイシテル」」、「My Love」と収録曲13曲のうち、その楽曲の多くをラヴ・ソングが占めている。

## リリースとアルバムタイトル、アートワーク
2008年10月、清水はシングル「My Treasure」リリース・インタビューのなかで制作中のアルバムに触れ、「僕自身を分かってもらえるような、僕を全部出し切ったアルバム」になると発言した。2008年11月1日、ソニー・ミュージックエンタテインメント・ジャパンは清水翔太の日本公式ウェブサイトにて清水翔太のデビュー・アルバムが2008年11月26日に日本にてリリースされることを発表した。その後アルバムは、発表どおりに日本にて2008年11月26日にソニー・ミュージックレコーズのMASTERSIX FOUNDATIONレーベルより発売された。日本以外のアジア各国では、2008年11月から年を跨いで2009年1月にかけ、大韓民国、台湾、香港などで発売されている。アルバムは、フィジカルではCD、DVD付の2種類、更にデジタル・ダウンロードも合わせ3規格によりリリースされている。このアルバムの初回生産限定盤はDVD付の2枚組でのリリースとなっており、DVDには「Diggin' On U」と「My Treasure」の2曲のミュージック・ビデオ、2007年11月に清水がアポロシアターでライヴ・パフォーマンスを行った際の模様を収めたドキュメンタリー映像「Apollo Theater Documentary in 2007」、更に2008年3月9日に大阪城公園遊歩道で開催したフリー・ライヴの模様を収めた「大阪城公園<城天>フリーライブ[完全版]」が収録されている。
アルバムタイトルについて清水は、自身がこれまでの人生で辛いときや逃げ出したいとき、悲しいとき、苦しいとき、哀しいとき、そういった境遇に遭遇したときに支えになったのが音楽であり、つまり「自分の中での雨の日」に傘(Umbrella)になってくれたのが音楽であった。そして自分は音楽を傘(Umbrella)にして生きてきたと前置きした上で、自身が音楽に救われ、支えられたように、自分が音楽を発信するという側に立てた今、自分の音楽が自分の音楽を聴いてくれる人たちを支えたり、助けたり、救ったりといった手段になって欲しい―聴いてくれる人達の心の傘＝Umbrellaになれたらという願いを込めてこのタイトルをつけたとコメントしている。更に、それこそが自分がアーティストとして音楽をやる大きな理由であるとも付け加えた。また支えになっただけでなく、母親のようにいつも支えてくれたのも音楽であり、音楽のおかげで出会いや大切なものが増え、成長することができ、音楽によって自身が救われたとも語り、そういった意味で音楽への恩返しをしたいとそう思ったときに最適な表現、タイトルが「Umbrella」であったとも述べた。その他、単純に言葉としての「Umbrella」の見た目のリズム、単語の字面のバランスが好きだったということも理由として挙げている。アルバムのジャケット写真についても、清水が傘を持つ写真が採用されている。

## 批評家の反応
| 専門評論家によるレビュー    | 専門評論家によるレビュー |
| レビュー・スコア            | レビュー・スコア         |
| 出典                        | 評価                     |
| --------------------------- | ------------------------ |
| 『B=PASS』                  | 肯定的                   |
| 『WHAT's IN?』              | 肯定的                   |
| 『日経エンタテインメント!』 | 肯定的                   |
| エキサイト                  | 肯定的                   |
| オールミュージック          | [ 41 ]                   |
| 『CDジャーナル』            | 肯定的                   |

『Umbrella』は、複数の音楽評論家から肯定的な評価を受けている。『B=PASS』はアルバムレビューのなかで、「最愛の人に出会った出逢った幸せも描けば、最愛の人との別れをいまだに後悔する主人公の揺れ動く想いを素直に綴る詞からは19歳の等身大も見え隠れする」と指摘した。『日経エンタテインメント!』は、収録曲の多くが日本人の歌心を刺激する「泣ける歌」で構成されている点、またアルバムは生音のギターやピアノが浮き立つシンプルな構成である点などを指摘し、このアルバムのサウンドは最先端のR&B/ヒップ・ホップというよりも古き良き時代のソウル・ミュージックを彷彿とさせるとコメントした。『WHAT's IN?』のライターは、アルバム全体について既発の「HOME」、「アイシテル」、「My Treasure」のシングル楽曲3曲にひけをとらない魅力とクオリティがあるとして好意的に評価した。また、R&Bサウンドだけに捕らわれず、バンド・サウンドや50〜60年代風のジャズサウンドを取り入れた点についても高評価を与えている。エキサイトは、アルバム全体について「破格の実力を備えたボーカルが全編に渡って堪能できる」とし、またアルバムからは本人のブラックミュージックへの愛が感じられるとコメント、更にアルバムの楽曲におけるの一つ一つのメロディー、歌、そして音楽への誠実さについても高評価をした。オールミュージックは5つ星のうち3つ星をこのアルバムに与え、批評家はアルバムを肯定的に評価した。『CDジャーナル』はこのアルバムを「イチ押し作品」に認定したうえで、歌詞については「自分の喜びや悲しみをダイレクトに語る日本語リリックが何よりチャーミング」とコメントし、更に「この若さでなければ歌えなかった経験や記憶をシンプルに歌い上げた良作である。」と評価している。

## チャート成績
『Umbrella』は、2008年12月8日付の日本の音楽セールス調査会社オリコンの週間CDアルバム・チャートにて発売初週に約56,000枚を売り上げ、同週発売の中島美嘉の『VOICE』に続く2位で初登場した。アルバムが2位を記録したことにより、10代男性ソロ歌手のファースト・アルバムのTOP3入りとしては1981年3月23日付の近藤真彦『Thank 愛 You』以来27年9ヶ月ぶり、更に10代男性シンガーソングライターとしては1978年4月3日付の原田真二『フィール・ハッピー』以来、30年8ヶ月ぶりにして史上2人目という記録を打ち立てている。チャートイン2週目には、アルバムは約26,000枚を売り上げ6位を記録し、トップ10を維持した。このアルバムは合計で同アルバムチャートには20回のチャート・インを果たしている。加えて『Umbrella』は日本レコード協会からはゴールド・アルバムの認定を受けている。台湾では『Umbrella』は2008年12月にリリースされ、台湾G-Music J-POPチャートでは2008年同チャート第49週付のチャートにて第6位でチャート・デビューしている。

## シングル
このアルバムからは「HOME」、「「アイシテル」」、「Diggin' On U」、「My Treasure」の4曲がシングル・カットされている。アルバムからのファースト・シングルにして清水のデビュー・シングルでもある「HOME」は、2008年2月20日に日本でリリースされた。この楽曲は、ビルボード・ジャパンチャートの総合シングルチャートBillboard Japan Hot 100で最高位3位を、オリコン週間CDシングル・チャートでは10代の男性シンガーソングライターとしては史上最高位となる最高位5位を記録した。日本レコード協会からは、着うたフルによる音楽配信でダブル・プラチナの認定を受けている。更にMTV STUDENT VOICE AWARDS 2008ではリリック賞を受賞した他、スペースシャワーTVのSPACE SHOWER Music Video Awards 2009では最優秀新人ビデオ賞を受賞、RADIO AWARD IN JAPAN LIFE MUSIC 2008ではBEST VOICE OF LIFE、BEST NEW ARTIST OF LIFEの2部門にノミネートされた。セカンド・シングルの「「アイシテル」」は、2008年6月4日に日本でリリースされた。日本レコード協会の着うたフルによる音楽配信では、ゴールドの認定を受けている。また、Japan Hot 100では最高位6位を、オリコン週間CDシングル・チャートでは最高位4位を記録している。
アルバムからのサード・シングル「Diggin' On U」はフィジカルでのリリースはされず、デジタル・ダウンロードのみでのリリースとなった。2008年9月10日に日本でリリースされている。楽曲はJapan Hot 100チャートでは最高位80位を、Japan Adult Contemporary Airplayチャートでは2008年9月26日付のチャートで最高位31位を記録した。アルバムからの4曲目のシングル「My Treasure」は、2008年10月22日に日本でリリースされた。オリコン週間CDシングルチャートでの最高位は15位で、トップ20ヒットとなった。Japan Hot 100では最高位12位を記録している。

## プロモーション
2008年10月24日には、日本のテレビ番組『ミュージックステーション』にて『Umbrella』からの先行シングル「My Treasure」のライヴ・パフォーマンスを行った。2008年11月12日からは、11月26日に日本にて発売されるアルバムの発売に先がけ、タワーレコード、HMV、TSUTAYA、山野楽器、WAVEといった日本国内のレコード店129店でアルバム先行視聴が行われた。11月17日には、アルバムの発売に先駆けアルバムより「One Last Kiss」、「Love Story」の2曲の日本国内向けの着うた先行配信も行われた。また、アルバムの発売を前後して雑誌への露出も行った。『BURFOUT!』2008年12月号では、同誌の表紙を飾り小栗旬との対談も行っている。更には音楽イベントへ多数出演、ライヴも多く行った。2008年11月3日にはFM802が主催するイベント『MINAMI WHEEL 2008』に出演、同年12月1日には世界エイズデーにあわせ、同じくFM802が主催するイベント『Act Against AIDS 2008 LIVE IN OSAKA』に出演、ライヴ・パフォーマンスを行った。12月13日には、ケーブルテレビ局スペースシャワーTVにて「清水翔太 SPECIAL」として特別番組『清水翔太のRadio Umbrella』が放映された。12月16日には『J-WAVE CHRISTMAS LIVE』に、同年12月20日にはTOKYO FMの公開放送『DHCカウントダウンジャパン』に出演。12月23日には、ライブイベント『ACT! Culture of peace by music!?『Friends of Peace Music』』に出演。両イベントともに、ライヴ・パフォーマンスを行った。2009年3月からは、このアルバムを引っ提げてのライヴ・ツアーである『清水翔太 Umbrella Tour 2009』が開催された。このツアーは清水にとって初となるワンマンライヴで、大阪、名古屋、東京の3ヶ所計4公演が行われている。2009年4月4日には、ブラック・ミュージックの祭典SPRINGROOVEでのライブ・パフォーマンスも行っている。

## 収録曲
| #   | タイトル                | 作詞・作曲 | プロデュース    | 時間 |
| --- | ----------------------- | ---------- | --------------- | ---- |
| 1.  | 「Diggin' On U」        | 清水翔太   | 塩川満己        | 5:01 |
| 2.  | 「HOME」                | 清水翔太   | 3rd Productions | 5:52 |
| 3.  | 「With You」            | 清水翔太   | Coney's Jelly   | 5:36 |
| 4.  | 「My Treasure」         | 清水翔太   | 3rd Productions | 4:36 |
| 5.  | 「One Last Kiss」       | 清水翔太   | MANABOON        | 4:42 |
| 6.  | 「Love Story」          | 清水翔太   | 3rd Productions | 4:27 |
| 7.  | 「Rainy Day's Morning」 | 清水翔太   | 秋田慎治        | 2:10 |
| 8.  | 「UNHAPPY」             | 清水翔太   | STY             | 3:33 |
| 9.  | 「LOVIN U」             | 清水翔太   | 田中直          | 5:31 |
| 10. | 「「アイシテル」」      | 清水翔太   | 3rd Productions | 5:10 |
| 11. | 「My Love」             | 清水翔太   | 清水翔太        | 3:15 |
| 12. | 「Soulmate」            | 清水翔太   | YANAGIMAN       | 5:40 |
| 13. | 「ソレゾレ」            | 清水翔太   | EVISBEATS       | 4:16 |

| #   | タイトル                | 作詞・作曲                            | プロデュース     | 時間 |
| --- | ----------------------- | ------------------------------------- | ---------------- | ---- |
| 14. | 「HOME (HIPHOP REMIX)」 | 清水翔太 アリ・シャーヒド（ラップ詞） | アリ・シャーヒド | 5:40 |

| #  | タイトル                                              | 作詞 | 作曲・編曲 |
| -- | ----------------------------------------------------- | ---- | ---------- |
| 1. | 「Apollo Theater Documentary in 2007」                |      |            |
| 2. | 「大阪城公園<城天>フリーライブ[完全版] Diggin' On U」 |      |            |
| 3. | 「大阪城公園<城天>フリーライブ[完全版] Love Story」   |      |            |
| 4. | 「大阪城公園<城天>フリーライブ[完全版] Miss You」     |      |            |
| 5. | 「大阪城公園<城天>フリーライブ[完全版] Stand by Me」  |      |            |
| 6. | 「大阪城公園<城天>フリーライブ[完全版] HOME」         |      |            |
| 7. | 「Diggin' On U」                                      |      |            |
| 8. | 「My Treasure」                                       |      |            |

## チャート
| チャート（2008-2009年）            | 最高 順位 |
| ---------------------------------- | --------- |
| 日本・オリコン週間アルバムチャート | 2         |
| 台湾・G-Music J-POPチャート Top20  | 6         |

### ゴールド等認定
| 国   | 認定組織 | 認定     | 売り上げ |
| ---- | -------- | -------- | -------- |
| 日本 | RIAJ     | ゴールド | 100,000+ |

## クレジット

### 制作
- 全作詞・作曲: 清水翔太
- プロデューサー: 塩川満己、3rd Productions、Coney's Jelly、STY、YANAGIMAN、アリ・シャーヒド
- エグゼクティブ・プロデューサー: 村松俊亮、高木慎二、中山徹
- 編曲: 塩川満己 (#1)、3rd Productions (#2.4.6.10)、Coney's Jelly (#3)、Manaboon (#5), Uta (#5)、秋田慎治 (#7)、STY (#8)、田中直 (SUPA LOVE) (#9)、清水翔太 (#11)、石成正人 (#11)、Yanagiman (#12)、Evis Beats (#13)、前田和彦 (#13)、Ali Shaheed Muhammad (#14)
- ストリングス編曲：弦一徹 (#2.4.10.12.13)、秋田慎治 (#7)
- プログラミング: 塩川満己 (#1)、Shingo.S (#2.4.6.10)、鈴木Daichi秀行 (#3)、Manaboon (#5), Uta (#5)、STY (#8)、田中直 (#9)、YANAGIMAN (#12)、Evis Beats (#13)、前田和彦 (#13)、Ali Shaheed Muhammad (#14)
- 録音: Hiroshi Iizuka、Mitsuyasu Kaneko、Hisae Yahagi、Mitsuyasu Kaneko、Tomoe Nishikawa、Shinsaku Takane、Yuya Saito、Shimba、Gonta Kawamoto、Takeshi Hara、Satoshi Sasamoto、DOC
- ミキシング: D.O.I.、Mitsuyasu Kaneko、Suguru Aoki、Mine-Chang、Takeshi Hara、Grumpy、Gonta Kawamoto
- マスタリング: Hidekazu Sakai

### 演奏
- ギター: 石成正人 (#2.4.9.10.11.13)、鈴木Daichi秀行 (#3)、竹中俊二 (#7)、奥田健治 (#12)
- ストリングス: 弦一徹ストリングス (#2.4.10.12.13)、四家卯大ストリングス (#3)、坂田佳奈子 (#7)、氏川恵美子 (#7)、伴野剛 (#7)、友納真緒 (#7)
- シンセ・ストリングス：DOC (#13)
- ベース: 鈴木Daichi秀行 (#3)、YANAGIMAN (#12)
- ドラム: 佐治宣英 (#3)、加納樹麻 (#7)
- ピアノ: 秋田慎治 (#7)、大山泰輝 (#9)
- ウッド・ベース: 安ヵ川大樹 (#7)
- トランペット: 小林太 (#9)
- アルト・サックス/バリトン・サックス: 竹上良成 (#9)
- トロンボーン: 鹿討奏 (#9)
- ラップ：Ali Shaheed Muhammad (#14)

## リリース日一覧
| 国/地域  | リリース日     | レーベル                        | カタログ番号                     |
| -------- | -------------- | ------------------------------- | -------------------------------- |
| 日本     | 2008年11月26日 | SME/MASTERSIX FOUNDATION        | 4988009041315 / SRCL-6910 (CD)   |
| 日本     | 2008年11月26日 | SME/MASTERSIX FOUNDATION        | 4988009041308 / SRCL-6908 (+DVD) |
| 大韓民国 | 2008年11月27日 | Sony Music Entertainment Korea  | 8803581151985                    |
| 香港     | 2008年11月28日 | ソニーBMG                       | 88697431082 (CD)                 |
| 香港     | 2008年11月28日 | ソニーBMG                       | 88697431072 (+DVD)               |
| 台湾     | 2008年12月5日  | Sony Music Entertainment Taiwan | 88697431072 (+DVD)               |
| 台湾     | 2009年1月9日   | Sony Music Entertainment Taiwan | 88697431082 (CD)                 |